# Стойкицэ, Виктор
Ви́ктор Ероним Стойки́цэ (рум. Victor Ieronim Stoichiță, 13 июня 1949, Бухарест) — румынский и испанский историк искусства.

## Биография
Учился в Бухарестском университете (1967—1968), затем в Римском университете (1968—1973), где писал диплом по филологии. Диссертацию по филологии защитил в  Университете Париж I (1989). 
Ординарный профессор истории искусства Нового и новейшего времени в университете Фрибура. Был приглашенным профессором в парижской EHESS, в Коллеж де Франс, в Scuola di Studi Umanistici (Болонья), Мадридском университете, Геттингенском университете, Франкфуртском университете, Гарвардском университете, Принстонском институте перспективных исследований, Еврейском университете в Иерусалиме  и др.  Является членом берлинской Wissenschafskolleg. Выступал с лекциями в крупнейших музеях Европы, Латинской Америки и США. Читает курс по истории художественных форм в Университете итальянской Швейцарии в Лугано, доцент факультета исследований коммуникации и Института итальянистики. 
В 2009 году Стойкицэ выступал комиссаром выставки Тень в мадридском музее Тиссена-Борнемисы (февраль—май). Издал каталог выставки  (La sombra. Madrid: Museo Thyssen-Bornemisza, 2009), провел международный и междисциплинарный симпозиум «К культурной истории тени», материалы которого изданы  (Para una historia cultural de la sombra: Symposium, 16 y 17 de abril de 2009/ Victor I. Stoichita, ed. Madrid: Fundación Colección Thyssen-Bornemisza, 2010).
Жена — историк искусства Анна Мария Кодерч.

## Научные интересы и труды
Книги и статьи Стойкицэ по культурной истории оптики и визуальности, построенные на материалах истории европейского искусства Нового времени, в первую очередь — итальянского и испанского, переведены на многие языки, включая турецкий и японский, и изданы на этих языках не один раз.

## Книги
- Simone Martini, Meridiane, București, 1975;
- Ucenicia lui Duccio di Buoninsegna, Meridiane, București, 1976
- Pontormo și manierismul, Meridiane, București, 1978
- Mondrian, Meridiane, București, 1979
- Georges de La Tour, Meridiane, București, 1980
- Creatorul și umbra lui, Meridiane, București, 1981
- L’instauration du tableau. Métapeinture à l’aube des temps modernes, Paris: Méridiens-Kliencksieck, 1993 (переизд.: Genève, 1999; исп. пер. 2000; ит. изд. 2007)
- Visionary Experience In the Golden Age of Spanish Art. London: Reaktion Books, 1995, 224 с. ISBN 978-0-948462-75-7 (исп. пер. 1996)
- A Short History of the Shadow. London: Reaktion Books, 1997 (фр. пер. 2000; исп. пер. 1999, 2007; ит. изд. 2003)
- The Self-Aware Image. An Insight into Early Modern Meta-Painting. New York: Cambridge UP, 1997
- Goya. The Last Carnival.  London: Reaktion Books, 1999 (в соавторстве с Анной Марией Кодерч)
- Ver y no ver: la tematización de la mirada en la pintura impresionista. Madrid: Siruela, 2005
- L'effetto Pigmalione: breve storia dei simulacri da Ovidio a Hitchcock. Milano: Il Saggiatore, 2006 (англ. и фр. изд. 2008, нем. пер. 2011)
- Cómo saborear un cuadro y otros estudios de historia del arte. Madrid: Cátedra, 2009

## Публикации на русском языке
- Краткая история тени / Пер. с англ. Д. Ю. Озеркова. СПб.: Machina, 2004.  270 с. ISBN 5-90141-043-2